# Sulaymani Peshmarga Sport Club
O Sulaymani Peshmarga Sport Club é um clube de futebol com sede em Suleimânia, no Curdistão Iraquiano. 
É um clube das forças armadas do país, apelidadas de Peshmerga. Ele foi fundado em 1999.